# Arthur St. Clair

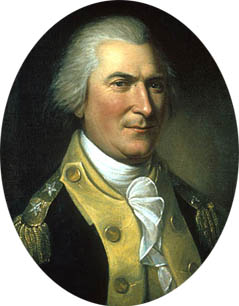
Arthur St. Clair

Arthur St. Clair (* 23. Märzjul. / 3. April 1736greg. in Thurso, Schottland; † 31. August 1818 in Greensburg, Pennsylvania) war der neunte Präsident des Kontinentalkongresses unter den Konföderationsartikeln vom 2. Februar 1787 bis zum 29. Oktober 1787. Er war außerdem General in der Kontinentalarmee während des Unabhängigkeitskrieges und Gouverneur des Nordwestterritoriums. Er besuchte die University of Edinburgh und studierte Medizin bei dem bekannten Anatomen William Hunter.

## Franzosen- und Indianerkrieg
1757 nahm St. Clair eine Stelle in der British Army an und fuhr mit Admiral Edward Boscawens Flotte nach Amerika in den Franzosen- und Indianerkrieg. Er diente unter General Jeffrey Amherst bei der Einnahme der Festung Louisbourg in Neuschottland am 26. Juli 1758. Am 17. April 1759 wurde er zum Lieutenant befördert und General James Wolfe unterstellt, unter dem er in der Schlacht auf der Abraham-Ebene diente.

## Pennsylvania
Am 16. April 1762 schied er aus dem Dienst aus und ließ sich 1764 in Ligonier Valley in Pennsylvania nieder, wo er Land erwarb und Mühlen errichtete. Er war der größte Landbesitzer im westlichen Pennsylvania. 1770 wurde St. Clair Richter am Gericht, für Quartalssitzungen (quarter sessions) und am Berufungsgericht, Mitglied des Eigentümerrates, Richter, Protokollführer und Leiter des Waisengerichtes und Oberrichter von Bedford County und Westmoreland County.
1774 beanspruchte die Kolonie Virginia das Gebiet um Pittsburgh und einige Einwohner Westpennsylvanias griffen zu den Waffen, um sie abzuweisen. St. Clair befahl den Offizier festzunehmen, der die Truppen aus Virginia anführte. Dunmores Krieg beendete letztendlich den Grenzkonflikt.

## Amerikanischer Unabhängigkeitskrieg
Nach diesem Ereignis brach St. Clair mit der britischen Verwaltung und nahm im Januar 1776 eine Stellung in der Kontinentalarmee als Oberst der Pennsylvania-Miliz an. Er wurde im August 1776 zum Brigadegeneral ernannt und von George Washington geschickt, um die New-Jersey-Miliz zu organisieren. Er nahm an Washingtons Überquerung des Delaware in der Weihnachtsnacht 1776 vor der Schlacht von Trenton teil. Viele Biografen schreiben St. Clair das Verdienst zu, die Strategie entwickelt zu haben, die in den folgenden Tagen zur Einnahme von Princeton (New Jersey) führte.
Im April desselben Jahres wurde St. Clair ausgesandt, um Fort Ticonderoga zu verteidigen. Jedoch konnte seine kleine Garnison John Burgoynes Streitmacht des Saratoga-Feldzuges nicht widerstehen. Er war gezwungen, sich nach der Schlacht von Ticonderoga am 5. Juli 1777 zurückzuziehen. Er konnte seine Truppen geordnet zurückführen und den Widerstand fortsetzen. 1778 stand er wegen des Verlustes von Fort Ticonderoga vor einem Kriegsgericht. Er wurde vollständig freigesprochen und kehrte in den Dienst zurück. St. Clair war in Yorktown, als Charles Cornwallis kapitulierte.
St. Clair war 1783 Mitglied des Richterrates (Council of Censors) von Pennsylvania und wurde für die Zeit vom 2. November 1785 bis zum 28. November 1787 zum Delegierten im Kontinentalkongress gewählt. Er war Präsident des Kongresses, als Shays Rebellion stattfand.
1780 wurde er zum Mitglied der American Philosophical Society gewählt.

## Nordwestterritorium
Unter der Nordwestsatzung von 1787, die das Nordwestterritorium etablierte, wurde General St. Clair zum Gouverneur des Gebietes ernannt, das heute Ohio, Indiana, Illinois, Michigan und Teile von Wisconsin und Minnesota umfasst. Er benannte Cincinnati nach der Society of the Cincinnati und nahm dort seinen Sitz. Als das Territorium 1800 geteilt wurde, diente er als Gouverneur des Ohio-Gebietes.
Als Gouverneur formulierte er Maxwells Code, die ersten Gesetze des Territoriums. Er wies außerdem die Indianeransprüche auf Land in Ohio ab und machte den Weg für weiße Siedler frei. 1789 brachte er etliche Indianer dazu, den Vertrag von Fort Harmar zu unterzeichnen, aber viele Indianerführer waren nicht eingeladen worden oder hatten eine Teilnahme abgelehnt. Es wurde nicht nur die Besiedlung von Indianerland verhindert, die Indianer fühlten sich durch den Vertrag zum Widerstand herausgefordert. Der Konflikt führte zum Feldzug von General Josiah Harmar, dessen 1.500 Milizionäre im Oktober 1790 von den Indianern besiegt wurden.
1791 führte St. Clair persönlich eine Racheexpedition aus Milizeinheiten und zwei regulären Regimentern an. Diese Streitmacht rückte bis zu den Siedlungsgebieten der Indianer am Fluss Wabash vor, aber am 4. November wurde sie durch eine Stammesföderation unter dem Miami-Häuptling Michikinikwa geschlagen. Mehr als 600 Soldaten und Offiziere wurden in der Schlacht, die als St. Clairs Niederlage (St. Clair's Defeat), Columbia-Massaker (Columbia Massacre) oder Schlacht am Wabash (Battle of the Wabash) in die US-Geschichte eingegangen ist, getötet; auch eine Zahl von Wagenführern, Marketendern, Frauen und Kindern, welche die Streitmacht begleitet hatten, kamen um. Diese Schlacht ist die größte Niederlage, die eine US-Streitmacht jemals gegen Indianer erlitten hat. St. Clair trat nach diesem Debakel auf Befehl George Washingtons aus der Armee aus, blieb aber Gouverneur des Nordwestterritoriums.
Als Föderalist hoffte er, aus dem Ohio-Territorium zwei Staaten zu machen, um den Einfluss der Föderalisten im Kongress zu erhöhen. 1802 veranlasste seine Untergrundopposition gegen die Gründung des Staates Ohio Präsident Thomas Jefferson, ihn aus dem Amt des Territorialgouverneurs zu entfernen. Darum spielte er bei der Organisation der Gründung Ohios 1803 keine Rolle.
St. Clair starb in Armut, er hatte sein enormes Vermögen mit großzügigen Geschenken und Leihgaben verprasst.